# Hugo Rosák
Hugo Rosák (16. října 1916 Konárovice - 5. srpna 1982 Praha) byl československý plochodrážní jezdec.

## Závodní kariéra
Osmkrát získal titul mistra ČSR, 7. září 1947 zvítězil v 10. ročníku Zlaté přilby, čtyřikrát zvítězil v závodě Stříbrná přilba SNP v Žarnovici. Aktivně závodil do roku 1963.